# Civitavecchia
Civitavecchia – gmina we Włoszech, w regionie Lacjum, w Mieście Metropolitalnym Rzym. 
Według danych na rok 2017 zamieszkuje je 52 703 osób. Civitavecchia położona jest ok. 60 km od centrum Rzymu, na obrzeżach aglomeracji. Port Civitavecchia to główny port morski Rzymu oraz regionu Lacjum (Lazio).

## Turystyka
Jednym z najważniejszych tutejszych zabytków jest Forte Michelangelo – fort zbudowany w latach 1508-1537, barokowa katedra pw. Franciszka z Asyżu (Cattedrale di San Francesco d'Assisi) z XVII wieku oraz katedra pw. Małgorzaty Antiocheńskiej (Concattedrale dei Santi Margherita e Martino), bardziej znana jako Duomo di Tarquinia z 1879 roku. Znajduje się tu również muzeum archeologiczne Museo archeologico nazionale di Civitavecchia i aquapark Aquafelix.

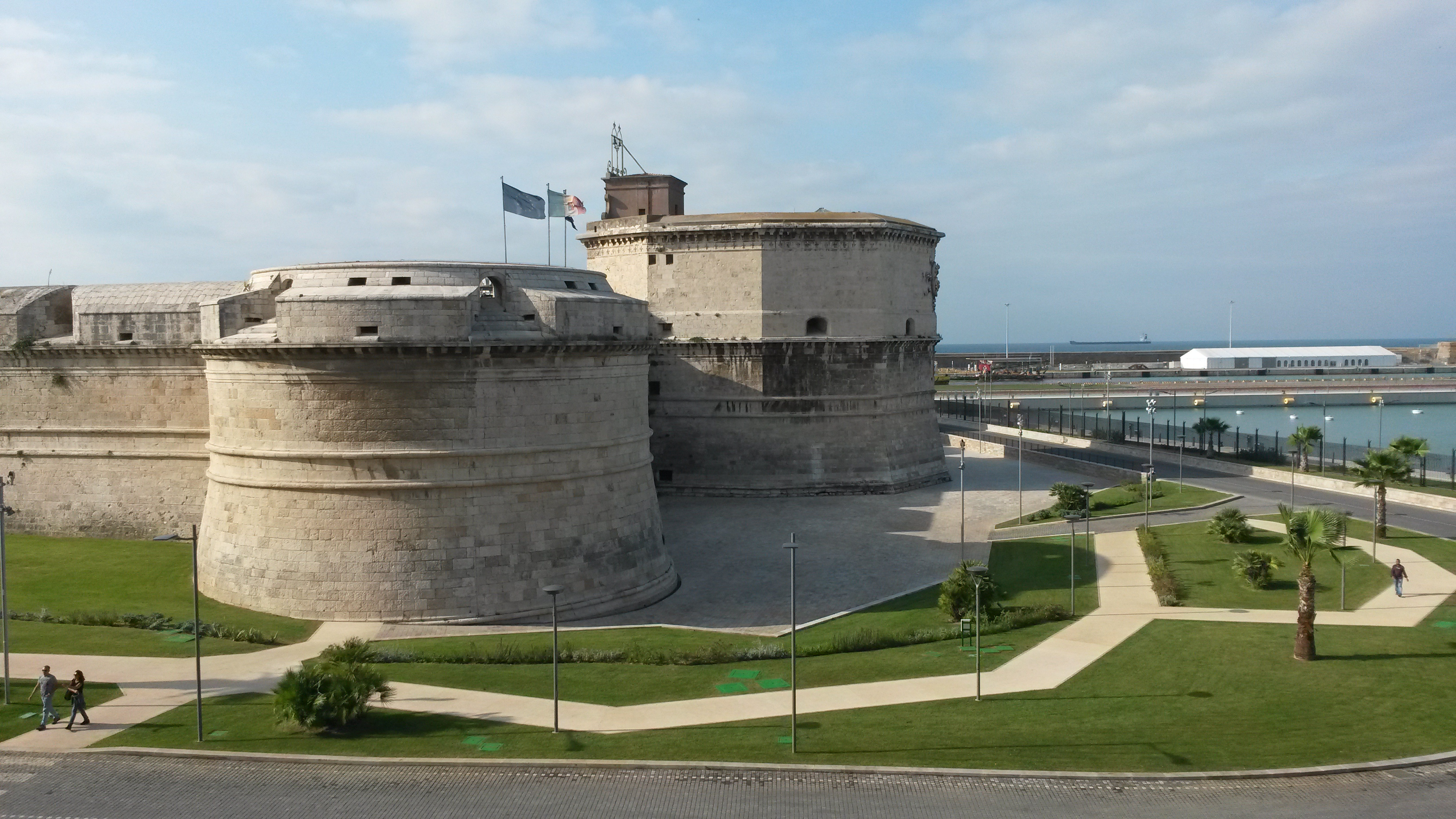
Forte Michelangelo
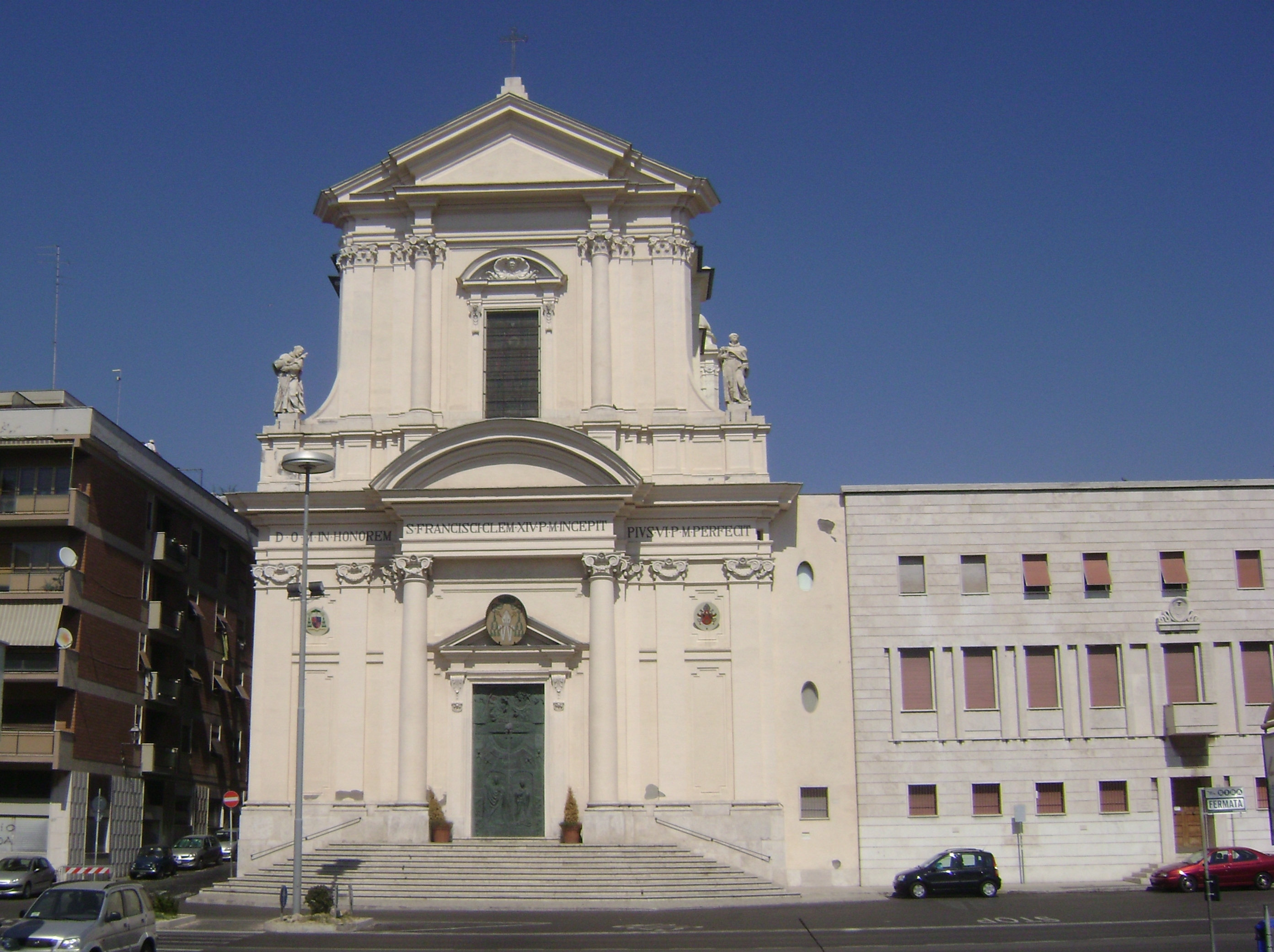
Katedra Cattedrale di San Francesco d'Assisi
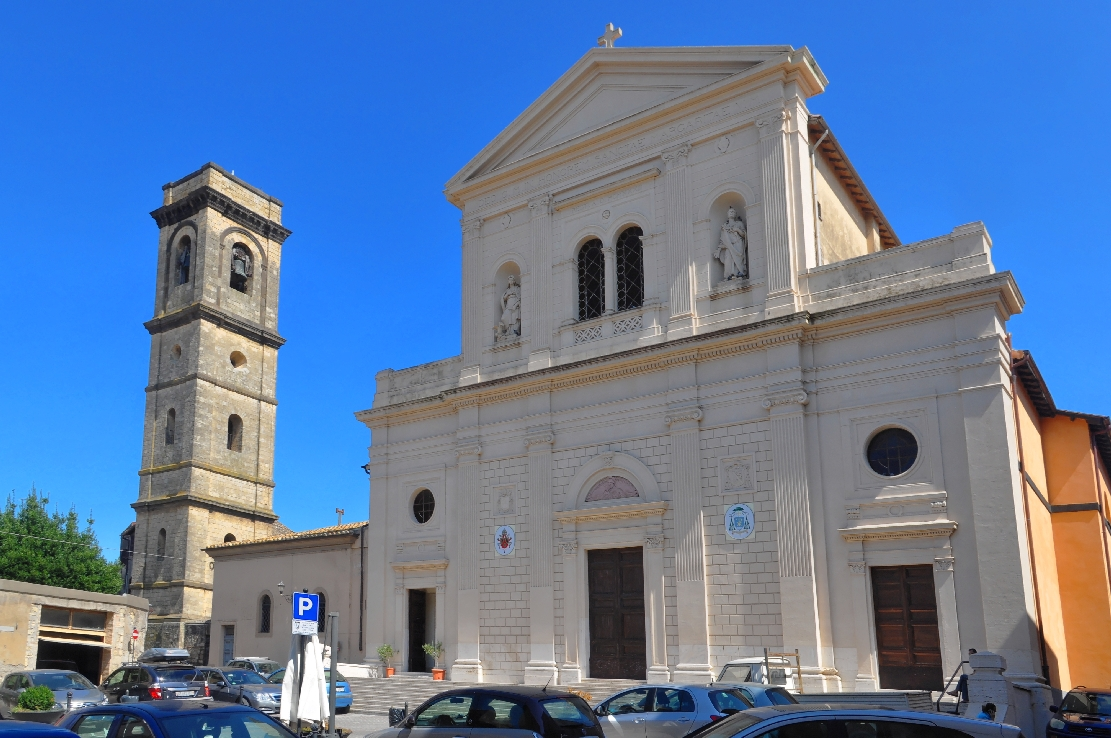
Katedra Concattedrale dei Santi Margherita e Martino

## Historia

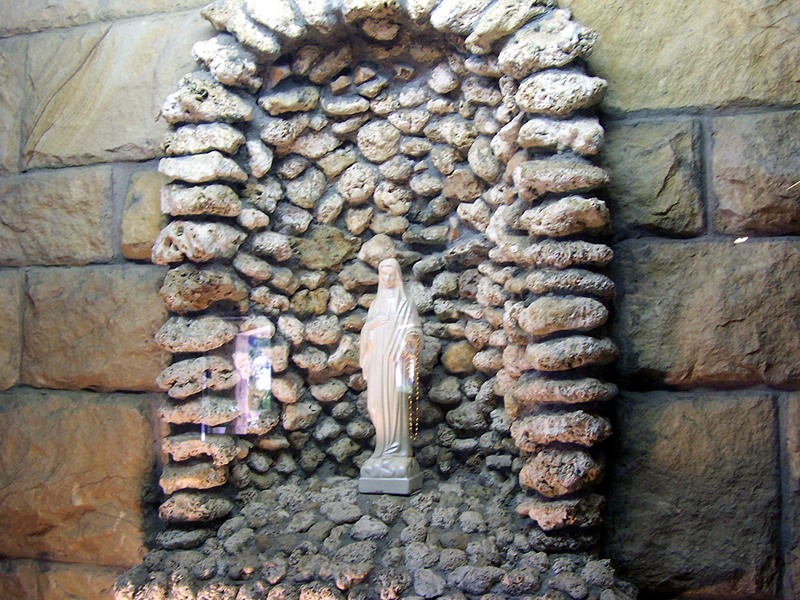
Madonnina di Civitavecchia

W 1995 roku w Civitavecchia miały miejsce objawienia maryjne. Przywieziona z uzdrowiska w Medjugorie figurka Matki Bożej miała płakać krwawymi łzami 15-krotnie, a córce właścicieli figurki miała zsyłać wizje.

## Klimat
| Miesiąc | Sty  | Lut  | Mar  | Kwi  | Maj  | Cze  | Lip  | Sie  | Wrz  | Paź  | Lis  | Gru  | Roczna |
| --- | ---- | ---- | ---- | ---- | ---- | ---- | ---- | ---- | ---- | ---- | ---- | ---- | ------ |
| Średnie temperatury w dzień [°C] | 13.1 | 13.3 | 14.7 | 16.6 | 20.5 | 23.8 | 26.6 | 27.4 | 24.8 | 21.4 | 17.1 | 14.2 | 19,5   |
| Średnie dobowe temperatury [°C] | 10.3 | 10.4 | 11.7 | 13.7 | 17.5 | 20.8 | 23.6 | 24.2 | 21.7 | 18.4 | 14.2 | 11.3 | 16,5   |
| Średnie temperatury w nocy [°C] | 7.4  | 7.4  | 8.6  | 10.7 | 14.4 | 17.8 | 20.6 | 21.1 | 18.5 | 15.4 | 11.3 | 8.4  | 13,5   |
| Opady [mm] | 77.3 | 66.7 | 56.3 | 70.3 | 43.8 | 25.5 | 8.6  | 23.4 | 63.2 | 103  | 101  | 72   | 711    |
| Średnia liczba dni z opadami | 8    | 7    | 7    | 8    | 4    | 3    | 1    | 2    | 4    | 7    | 8    | 7    | 66     |
| Wilgotność [%] | 74   | 73   | 74   | 76   | 76   | 76   | 74   | 74   | 75   | 75   | 75   | 74   | 74     |
| Źródło: Servizio meteorologico dell'Aeronautica Militare (Civitavecchia-Santa Marinella, liczba dni z opadami dla wartości 1 mm, 1971-2000) |      |      |      |      |      |      |      |      |      |      |      |      |        |

## Miasta partnerskie
- Amelia
- Betlejem
- Ishinomaki
- Magas
- Mobile
- Nantong
- Tivat